# Bridgewater (Austrália Meridional)
Bridgewater é uma cidade localizada no estado australiano da Austrália Meridional. De acordo com o censo australiano de 2016, a população era de 15.125 habitantes.